# Pedro Nercessian
Pedro Nercessian (Rio de Janeiro, 17 de setembro de 1985) é um ator, diretor teatral e empresário brasileiro. É sobrinho do ator Stepan Nercessian. Em 2009 criou o evento musical Chá da Alice junto com Pablo Falcão.

## Carreira
Em 2004 ficou conhecido do grande público através da telenovela Malhação.
Por sua atuação no cinema foi premiado no Brasil e no exterior.
Fez várias novelas e séries na TV Globo como Justiça, Assédio e A Força do Querer. Participou de diversas peças teatrais por todo o país, várias delas como protagonista.
Foi, durante um ano e meio, diretor artístico do Teatro Retiro dos Artistas com foco em espetáculos para crianças e terceira idade. Produziu a famosa Festa Chá da Alice e dirigiu, além de peças de teatro, shows dos mais variados tipos inclusive a cantora Anitta na Turnê Show das Poderosas em 2013.
A frente da sua empresa, a SAGAZ Produções, escreveu e dirigiu a peça Chapeuzinho Vermelho, Uma Nova Aventura apresentada no Circuito cultural do SESI e dirigiu o premiado texto Vende-se uma Geladeira Azul.
Para a Coca-Cola dirigiu o espetáculo A Magia Está No Ar. Mantêm um site de poesia chamado BanhodeChuva.

## Filmografia

### Televisão
| Ano       | Título                           | Personagem                   | Notas                                  | Ref.        |
| --------- | -------------------------------- | ---------------------------- | -------------------------------------- | ----------- |
| 2001      | O Clone                          | Junqueira                    | Episódio: "18 de novembro"             |             |
| 2004      | Malhação                         | Fabrício Pereira             | Temporada 11                           |             |
| 2006–2007 | A Turma do Didi                  | Pedro                        | Temporadas 9–10                        |             |
| 2008      | Os Mutantes: Caminhos do Coração | Tarso de Albuquerque Andrade |                                        |             |
| 2010      | As Cariocas                      | Nelsinho                     | Episódio: "A Noiva do Catete"          |             |
| 2010      | Open Bar                         | Ben                          |                                        |             |
| 2011      | Os Anjos do Sexo                 | João                         | Episódio: "19 de julho"                |             |
| 2012      | As Brasileiras                   | Torcedor                     | Episódio: "Maria do Brasil"            |             |
| 2013      | Adorável Psicose                 | Marcel                       | Episódio: "E Todos Morrem"             |             |
| 2014      | Só Garotas                       | Pedro                        |                                        | [ 6 ]       |
| 2014      | Aprendiz Celebridades            | Participante (11º lugar)     | Temporada 10                           |             |
| 2014      | Conselho Tutelar                 | Davi                         | Episódio: "1 de dezembro"              |             |
| 2015      | Milagres de Jesus                | Aziz                         | Episódio: "Cego e Mudo"                |             |
| 2016      | Justiça                          | Téo Ferraz                   |                                        | [ 7 ] [ 8 ] |
| 2017      | A Força do Querer                | Amaro                        |                                        | [ 9 ]       |
| 2018      | Assédio                          | Pedro Paulo                  |                                        | [ 10 ]      |
| 2019–2021 | Amor sem Igual                   | Beto Bragança                |                                        |             |
| 2022      | Bom Dia, Verônica                | Davi Prata                   | Temporada 2                            |             |
| 2023      | Reis                             | Agur                         | Fases: "A Consequência" e "A Sucessão" |             |
| 2023      | Fim                              | Ricardinho                   |                                        |             |
| 2025      | Paulo, O Apóstolo                | Tiago Justo de Nazaré        |                                        |             |

### Cinema
| Ano  | Título                                    | Personagem        | Notas          | Ref.   |
| ---- | ----------------------------------------- | ----------------- | -------------- | ------ |
| 2004 | BNH - Imagens Sobre o Concreto            | Lucas             | Curta-metragem |        |
| 2010 | Léo e Bia                                 | Encrenca          |                | [ 11 ] |
| 2013 | Solidões                                  | Homem             | Curta-metragem | [ 12 ] |
| 2014 | Júlio Sumiu                               |                   |                | [ 13 ] |
| 2015 | Sorria, Você Esta Sendo Filmado - O Filme | Funcionário da TV |                |        |
| 2016 | Canastra Suja                             | Pedro             |                | [ 14 ] |
| 2020 | Nada de Bom Acontece Depois dos 30        | Noah              | Curta-metragem |        |
| 2022 | Medida Provisória                         | Rapaz no bar      |                |        |

## Teatro

### Como ator
| Ano     | Título                          | Ref.   |
| ------- | ------------------------------- | ------ |
| 2002–03 | O Rapto das Cebolinhas          |        |
| 2005    | Léo e Bia                       |        |
| 2005    | Um Noel Super Moderno           |        |
| 2005    | Falou Amizade                   |        |
| 2006    | Céu e Branca                    |        |
| 2007    | imPrOvESIA - Improviso e Poesia |        |
| 2007–08 | Beijos de Verão                 |        |
| 2009    | O Filho da Mãe                  |        |
| 2010    | Céu e Branca                    |        |
| 2011–12 | Alguém Acaba de Morrer Lá Fora  |        |
| 2014    | Elefante                        | [ 15 ] |
| 2015    | Bicho                           | [ 16 ] |
| 2015–16 | Carta ao Pai                    |        |

### Como diretor
| Ano  | Trabalho                                | Ref.   |
| ---- | --------------------------------------- | ------ |
| 2009 | A Magia Está no Ar                      |        |
| 2009 | Chapeuzinho Vermelho, uma Nova Aventura |        |
| 2012 | Quero Minha Mulher de Volta             |        |
| 2015 | Vende-se uma Geladeira Azul             | [ 17 ] |

## Prêmios e indicações
| Ano  | Prêmio                                        | Categoria                     | Trabalho                           | Resultado | Ref.   |
| ---- | --------------------------------------------- | ----------------------------- | ---------------------------------- | --------- | ------ |
| 2016 | Festival Aruanda do Audiovisual Brasileiro    | Ator Coadjuvante              | Canastra Suja                      | Venceu    | [ 18 ] |
| 2017 | Los Angeles Brazilian Film Festival           | Ator Coadjuvante              | Canastra Suja                      | Venceu    | [ 19 ] |
| 2021 | Cine PE - Festival do Audiovisual             | Melhor Ator em Curta-metragem | Nada de Bom Acontece Depois dos 30 | Venceu    | [ 20 ] |
| 2021 | CineForte - Mostra Audiovisual de Cabedelo-PB | Melhor Ator                   | Nada de Bom Acontece Depois dos 30 | Indicado  | [ 21 ] |